# Daboia siamensis
Espèce
Synonymes
- Vipera russelli siamensis Smith, 1917
- Daboia russelii siamensis (Smith, 1917)
- Vipera russelli limitis Mertens, 1927
- Daboia russelii limitis (Mertens, 1927)
- Vipera russelli formosensis Maki, 1931
- Daboia russelii formosensis (Maki, 1931)
- Vipera russelli sublimitis Kopstein, 1936
- Vipera russelli burmanus Maung Maung Aye in Gopalakrishnakone & Tan, 1987

Statut de conservation UICN

 LC  : Préoccupation mineure
Statut CITES
Daboia siamensis est une espèce de serpents de la famille des Viperidae.

## Répartition
Cette espèce se rencontre en Birmanie, en Thaïlande, au Cambodge, en République populaire de Chine dans la province du Guangdong, à Taïwan, au Viêt Nam et en Indonésie sur les îles de Florès, de Java, de Komodo et de Lembata.

## Taxinomie
Grâce à des études morphologiques et à des analyses de l’ADN mitochondrial, Thorpe et al. en 2007 fournit la preuve que l'ancienne sous-espèce Daboia russelli siamensis devrait être considérée comme une espèce distincte, Daboia siamensis.

## Étymologie
Son nom d'espèce, composé de siam et du suffixe latin -ensis, « qui vit dans, qui habite », lui a été donné en référence au lieu de sa découverte, le Siam, ancien nom de la Thaïlande.

## Galerie

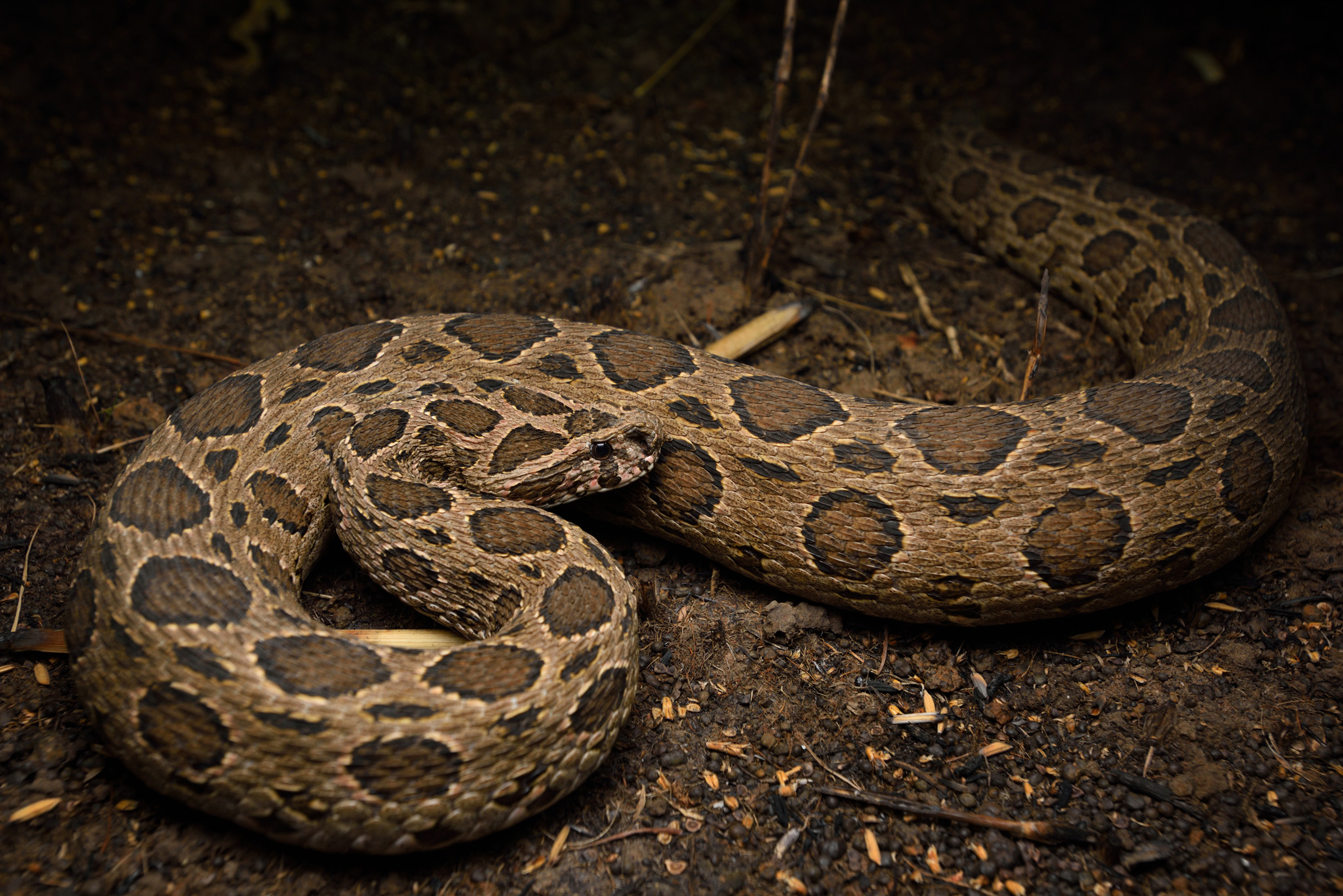
Daboia siamensis, Thaïlande
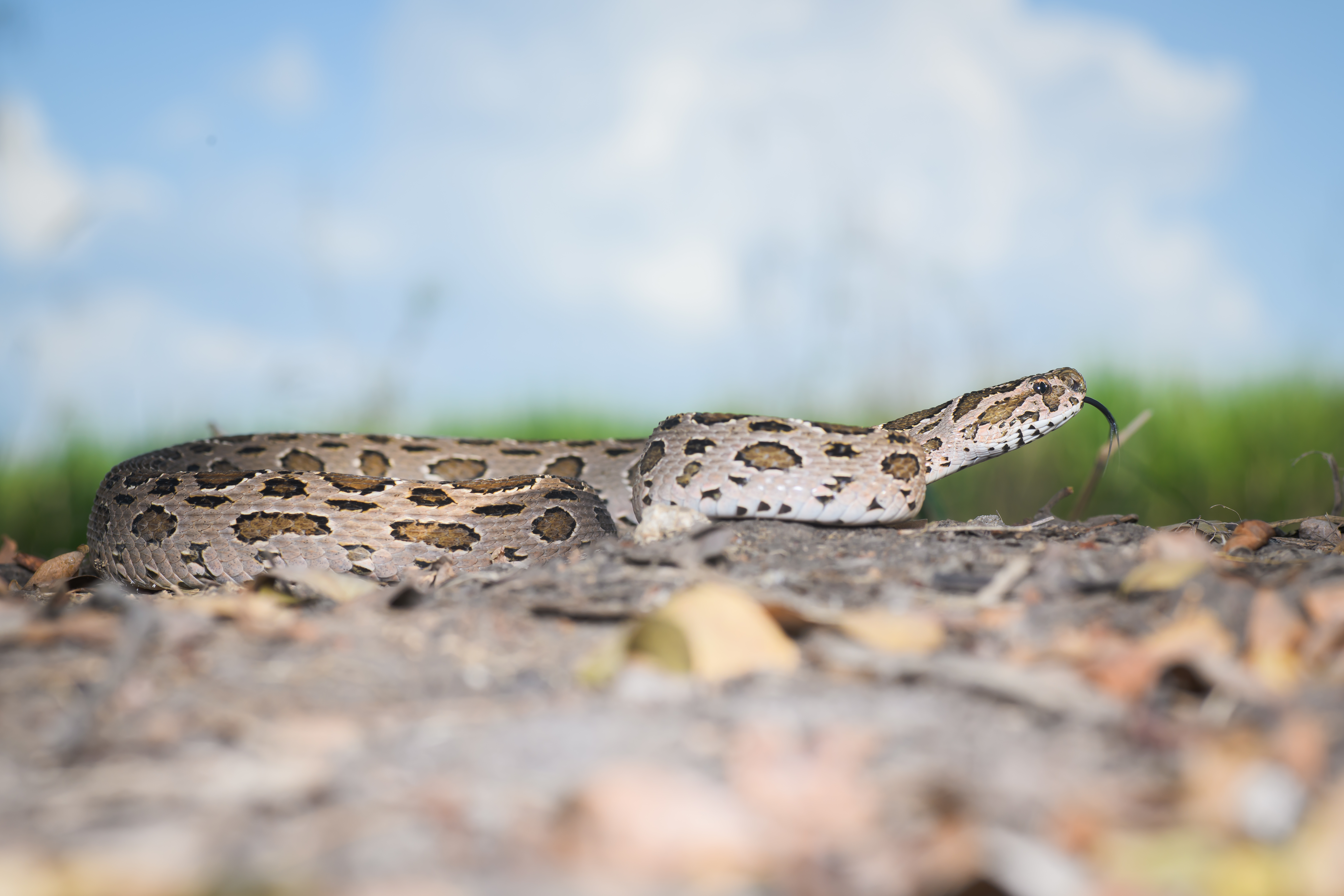
Daboia siamensis, en Thaïlande
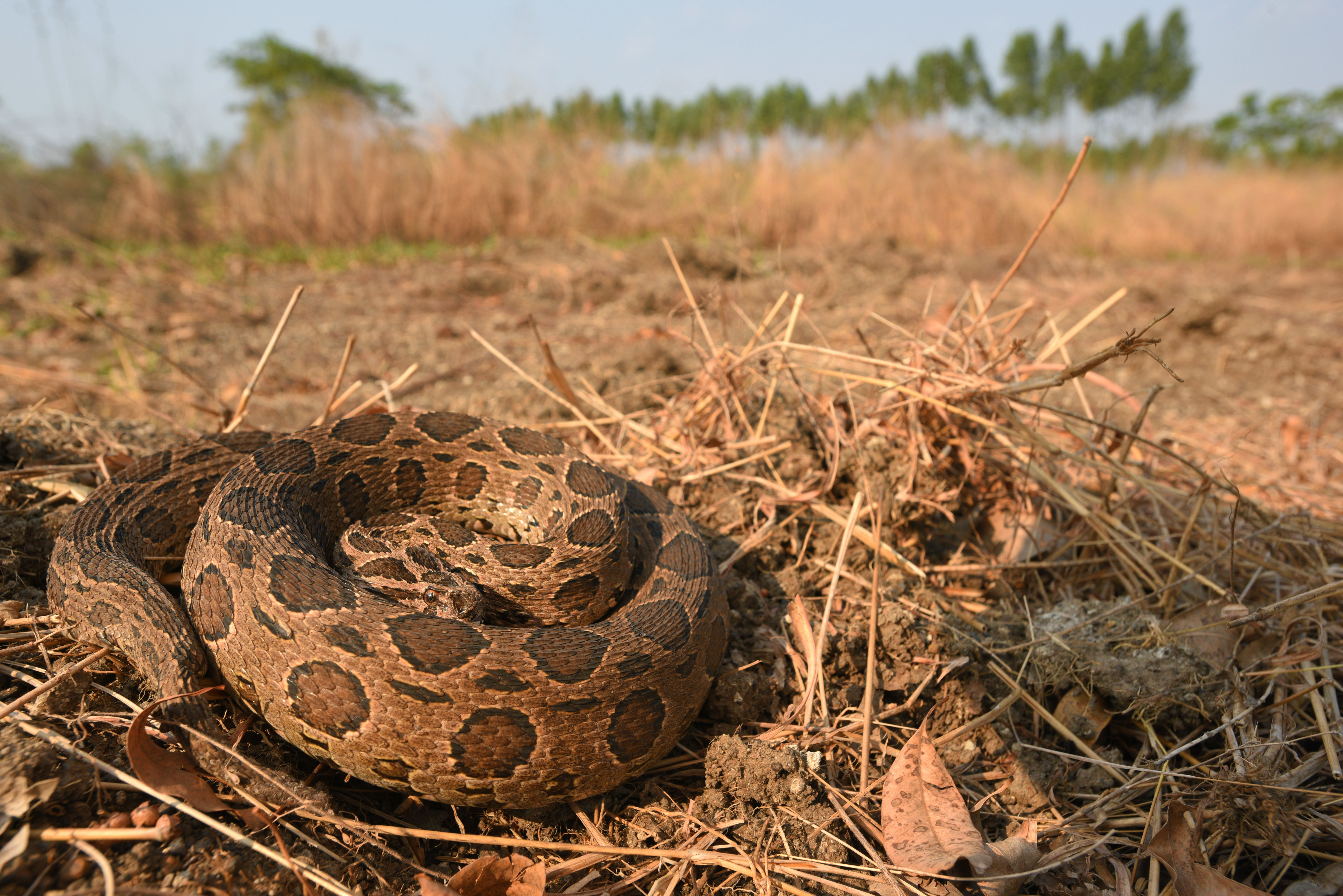
Daboia siamensis dans un champs, Thaïlande

## Publication originale
- Smith, 1917 : Descriptions of new reptiles and a new batrachian from Siam. The journal of the Natural History Society of Siam, vol. 2, p. 221-225 (texte intégral).